# Bandar Pedada
Bandar Pedada is een bestuurslaag in het regentschap Siak van de provincie Riau, Indonesië. Bandar Pedada telt 921 inwoners (volkstelling 2010).